# Carlos Reygadas

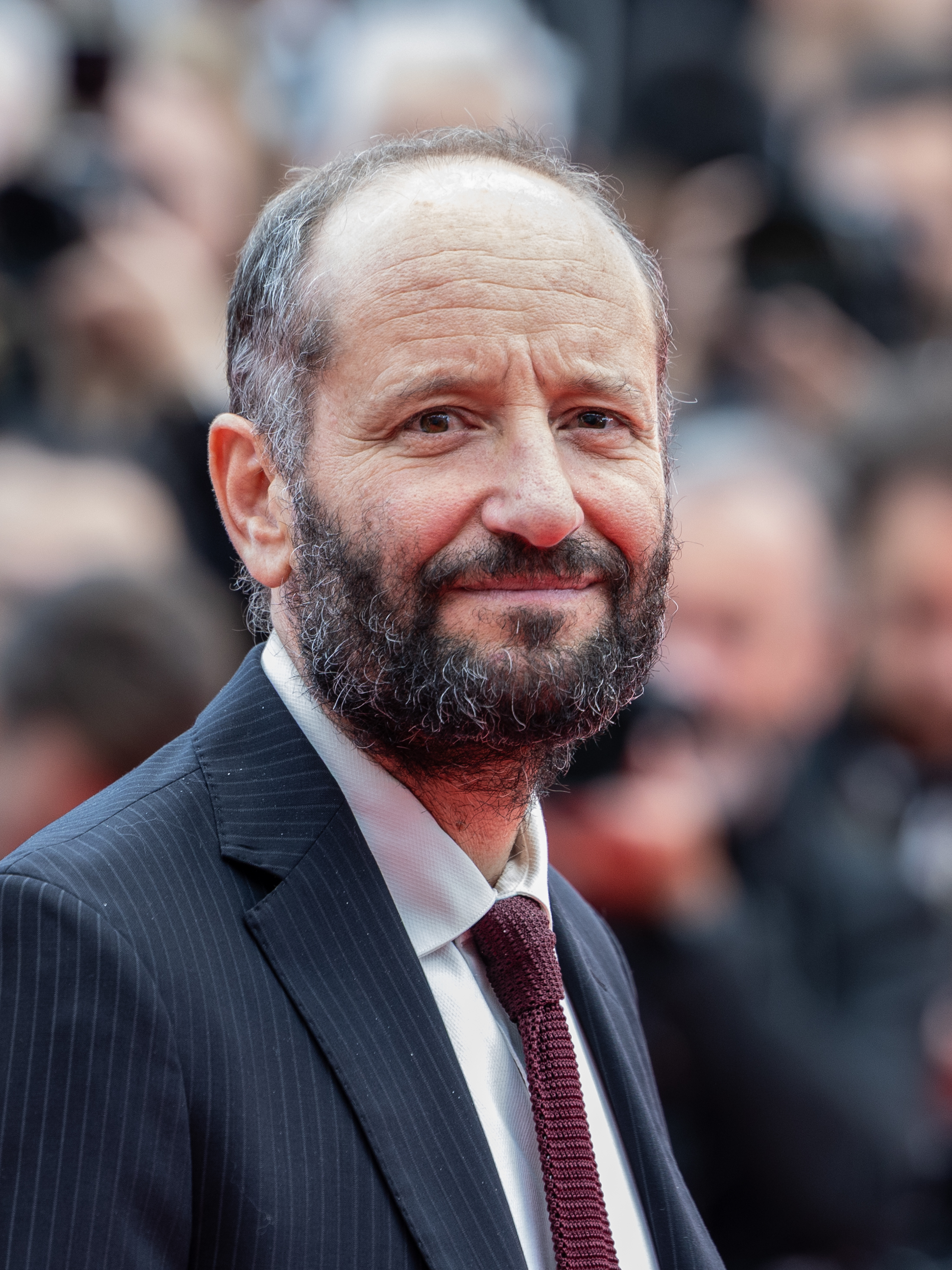
Carlos Reygadas (2025)

Carlos Reygadas Castillo (* 1971 in Mexiko-Stadt) ist mexikanischer Filmregisseur, Drehbuchautor und Produzent. Er lebt heute in Mexiko und Spanien.

## Leben und Werk
Der studierte Jurist Carlos Reygadas gab 2002 eine viel versprechende Karriere als Völkerrechtler auf, um sich dem Filmemachen zu widmen. Einen starken Einfluss auf sein filmisches Schaffen hatte dabei schon sehr früh der russische Filmemacher Andrei Tarkowski. Heute zählt Reygadas zu den wagemutigsten und intellektuellsten Filmemachern Lateinamerikas. Typisch für ihn ist der Einsatz von Laiendarstellern. Battle in Heaven war der wohl meistdiskutierte Hauptwettbewerbsfilm in Cannes 2005 und entzweite die Kritik. Für seinen Film Stellet Licht (Luz silenciosa) wurde Carlos Reygadas in Cannes 2007 mit dem Preis der Jury ausgezeichnet. Von den meisten Kritikern wird Japón (2002) als sein bisher bester Film gewertet.
Nach dem Kurzfilm Este es mi reino, der in den Episodenfilm Revolución (2010) aufging, stellte Reygadas 2012 seinen vierten Spielfilm Post tenebras lux fertig. Für diesen arbeitete er nach Stellet Licht erneut mit Kameramann Alexis Zabe zusammen. Die Handlung soll teilweise autobiografisch gefärbt sein und wurde neben Mexiko auch in den von Reygadas besuchten Ländern England, Spanien und Belgien gedreht. Den fragmentarischen Inhalt umschrieb der Regisseur mit „Gefühle, Erinnerungen, Träume, Dinge, auf die ich gehofft hatte, Ängste, Tatsachen aus meinem jetzigen Leben.“ Für Post tenebras lux erhielt Reygadas 2012 seine dritte Einladung in den Wettbewerb der Internationalen Filmfestspiele von Cannes, wo er mit dem Regiepreis geehrt wurde.
2018 wurde Nuestro Tiempo bei den Internationalen Filmfestspielen von Venedig vorgestellt, seit Juni 2019 in Deutschland auch im Kinoverleih gezeigt. Thematisch nah an Post tenebras lux, versucht der Protagonist hier dem Kontrollverlust in seiner offenen Beziehung zu begegnen. Wie im Film zuvor spielen Reygadas Kinder Eleazer und Rut die Kinder des Ehepaares. Er selber und seine Ehefrau Natalia López verkörpern dabei ein Paar, dessen scheinbar gemeinsam definierte Freiheit in dem Moment ihre Stabilität verliert, da die Ehefrau ihrer eigenen Freiheit versucht Raum zu geben. Mit einer Laufzeit von fast drei Stunden ist es Reygadas bisher längster Film.
Im Jahr 2025 wurde er beim 78. Filmfestival von Cannes als Jurymitglied des Hauptwettbewerbs ausgewählt.

## Filmografie (Auswahl)
- 2002: Japón – Regie, Drehbuch, Produktion
- 2005: Battle in Heaven (Batalla en el cielo) – Regie, Drehbuch, Produktion, Schnitt
- 2007: Stellet Licht – Regie, Drehbuch, Produktion
- 2010: Revolución, Episode: Este es mi reino – Regie
- 2012: Post tenebras lux – Regie, Drehbuch
- 2018: Unsere Zeit (Nuestro Tiempo) – Regie[2][3]

## Auszeichnungen
- 2002: Caméra d’Or bei den Internationalen Filmfestspielen von Cannes für Japón
- 2007: Preis der Jury bei den Internationalen Filmfestspielen von Cannes für Stellet Licht
- 2008: INTERFILM-Preis bei Arsenals Film Festival Riga for Stellet Licht
- 2012: Regiepreis für Post tenebras lux